# Xian de Lulong
Le xian de Lulong (卢龙县 ; pinyin : Lúlóng Xiàn) est un district administratif de la province du Hebei en Chine. Il est placé sous la juridiction de la ville-préfecture de Qinhuangdao.
Lulong signifie en traduction mot à mot Tête du dragon, car c'est proche de cette ville que la Grande Muraille rejoint la mer. Le point exact est Shanhaiguan.

## Démographie
La population du district était de 415 534 habitants en 1999.